# Jorge Merino
Jorge Humberto Merino Tafur (Lima, 31 de marzo de 1951) es un ingeniero mecánico y político peruano. Se desempeñó como  Ministro de Energía y Minas del Perú, desde el 11 de diciembre de 2011 hasta febrero de 2014.

## Biografía
Estudió ingeniería eléctrica en la Universidad Nacional de Ingeniería de la ciudad de Lima; luego de ello obtuvo una maestría en Administración de Empresas en la Escuela de Administración de Negocios para Graduados, además estudió un máster en la  Universidad Estatal de Ohio.
Entre 1995 y 1998 fue Gerente General de Centromin Perú S.A.
Entre 1998 y 2002 fue presidente del directorio de Centromin Perú y de Minero Perú. 
Se desempeñó como jefe de Proyecto en Asuntos Mineros de ProInversión, como tal logró la concretización de los proyectos de Alto Chicama, Las Bambas, Bayóvar, La Granja y Yucán.

### Ministro de Energía y Minas
El 11 de diciembre de 2011, fue nombrado Ministro de Energía y Minas por Ollanta Humala; como tal se ha enfrentado a los conflictos sociales ocasionados en Cajamarca por el proyecto Conga de la Minera Yanacocha; asimismo en Cerro de Pasco con Doe Run.
Renunció al ministerio en febrero de 2014